# Lekker ding
Lekker ding is de debuutsingle van de Nederlandse meidengroep Kus uit 2005. Het stond in hetzelfde jaar als eerste track op het album Allereerste Kus, waar het de eerste single van was.

## Achtergrond
Lekker ding is geschreven door Jochem Fluitsma en Eric van Tijn en geproduceerd door Fluitsma & Van Tijn. Nadat de meidengroep door audities van Fluitsma & Van Tijn bij elkaar was gebracht, werd de eerste single van de groep gelijk hun grootste hit. Het nummer gaat over een meisje dat het broertje van haar beste vrienden een knappe jongen (een lekker ding) vindt en deze zijn eerste kus wil geven. Ondanks dat teen pop geen genre is dat veel op de radio wordt gedraaid, was Lekker ding een grote hit. Naast dat het op de vierde plek van de Top 40 stond en dat het daar twaalf weken in stond genoteerd, stond het ook op de eerste plaats van de Single Top 100. De single was twintig weken in die lijst te vinden. 